# 1983年のバレーボール
1983年のバレーボール（1983ねんのバレーボール）では、1983年（昭和58年）のバレーボール関連の出来事をまとめる。

## できごと
- 元全日本セッターの猫田勝敏が、胃癌のため死去。
- アメリカ合衆国のプロビーチバレー団体AVPが発足。

## 国際大会
- アフリカ選手権
  - 男子
    - 金メダル： エジプト
    - 銀メダル： チュニジア
    - 銅メダル： アルジェリア

- 北中米選手権
  - 男子
    - 金メダル： アメリカ合衆国
    - 銀メダル： カナダ
    - 銅メダル： キューバ

  - 女子
    - 金メダル： アメリカ合衆国
    - 銀メダル： キューバ
    - 銅メダル： カナダ

- アジア選手権
  - 男子
    - 金メダル： 日本
    - 銀メダル： 中国
    - 銅メダル： 韓国

  - 女子
    - 金メダル： 日本
    - 銀メダル： 中国
    - 銅メダル： 韓国

- 欧州選手権
  - 男子
    - 金メダル： ソビエト連邦
    - 銀メダル： ポーランド
    - 銅メダル： ブルガリア

  - 女子
    - 金メダル： 東ドイツ
    - 銀メダル： ソビエト連邦
    - 銅メダル： ハンガリー

## 国内大会

### 日本
- 第16回日本リーグ
  - 男子
    - 1位：新日本製鉄（17勝4敗）
    - 2位：日本鋼管（17勝4敗）
    - 3位：富士フイルム（15勝6敗）
    - MVP：田中幹保

  - 女子
    - 1位：日立（21勝）
    - 2位：ユニチカ（18勝3敗）
    - 3位：東洋紡（13勝8敗）
    - MVP：江上由美

- 第32回全日本都市対抗
  - 男子
    - 1位：富士フイルム
    - 2位：新日鉄
    - 3位：日本鋼管
    - 黒鷲賞：岩島章博

  - 女子
    - 1位：日立
    - 2位：ユニチカ
    - 3位：ダイエー
    - 黒鷲賞：江上由美

## 誕生
1月
- 1月6日 - ヴラド・ペトコビッチ
- 1月25日 - 長江晃生
- 1月26日 - ナルモン・カンアン

2月
- 2月9日 - ノヴィツァ・ビエリツァ
- 2月14日 - ニコラ・コバチェビッチ
- 2月17日 - 福島政則
- 2月22日 - マルコ・サマルジッチ

3月
- 3月12日 - ボヤン・ヨルダノフ
- 3月29日 - 嶋田美樹
- 3月30日 - ジョアン・パウロ・タヴァレス
- 3月31日 - 鈴木寛史

4月
- 4月3日 - デヤン・ボヨビッチ
- 4月14日 - イェレナ・ニコリッチ

5月
- 5月11日 - 都築有美子
- 5月24日 - 角田辰徳
- 5月30日 - アンジェルコ・チュク

6月
- 6月19日 - 米村信子
- 6月30日 - カタジナ・スコブロニスカ

7月
- 7月1日 - シェイラ・カストロ
- 7月3日 - 山口舞
- 7月4日 - アーニャ・スパソイエビッチ
- 7月9日 - 吉澤智恵
- 7月12日 - 河村めぐみ
- 7月12日 - 吉田安里

8月
- 8月4日 - マリウシュ・ブラズウィー
- 8月5日 - 井上裕介
- 8月8日 - イバナ・ジェリシロ
- 8月9日 - 高木理江
- 8月17日 - 前田和樹
- 8月23日 - マリアンネ・ステインブレッシェル
- 8月31日 - テオ・ロペス

9月
- 9月5日 - 小川旭
- 9月20日 - 白田博子
- 9月21日 - ギジェルモ・ガルシア
- 9月30日 - 上場雄也

10月
- 10月8日 - ヨッヘン・シェープス
- 10月10日 - アブダラ・アハメド
- 10月19日 - 阿部篤史
- 10月31日 - 中山大祐

11月
- 11月9日 - プルームジット・ティンカオ
- 11月27日 - 平山恵

12月
- 12月2日 - ビビアナ・カンデラス
- 12月9日 - ネスリハン・デミル
- 12月20日 - 岡本秀明
- 12月23日 - 林蓉子
- 12月31日 - ジャケリネ・カルバリョ

## 死去
- 9月4日 - 猫田勝敏 （39）